# Miłość romantyczna

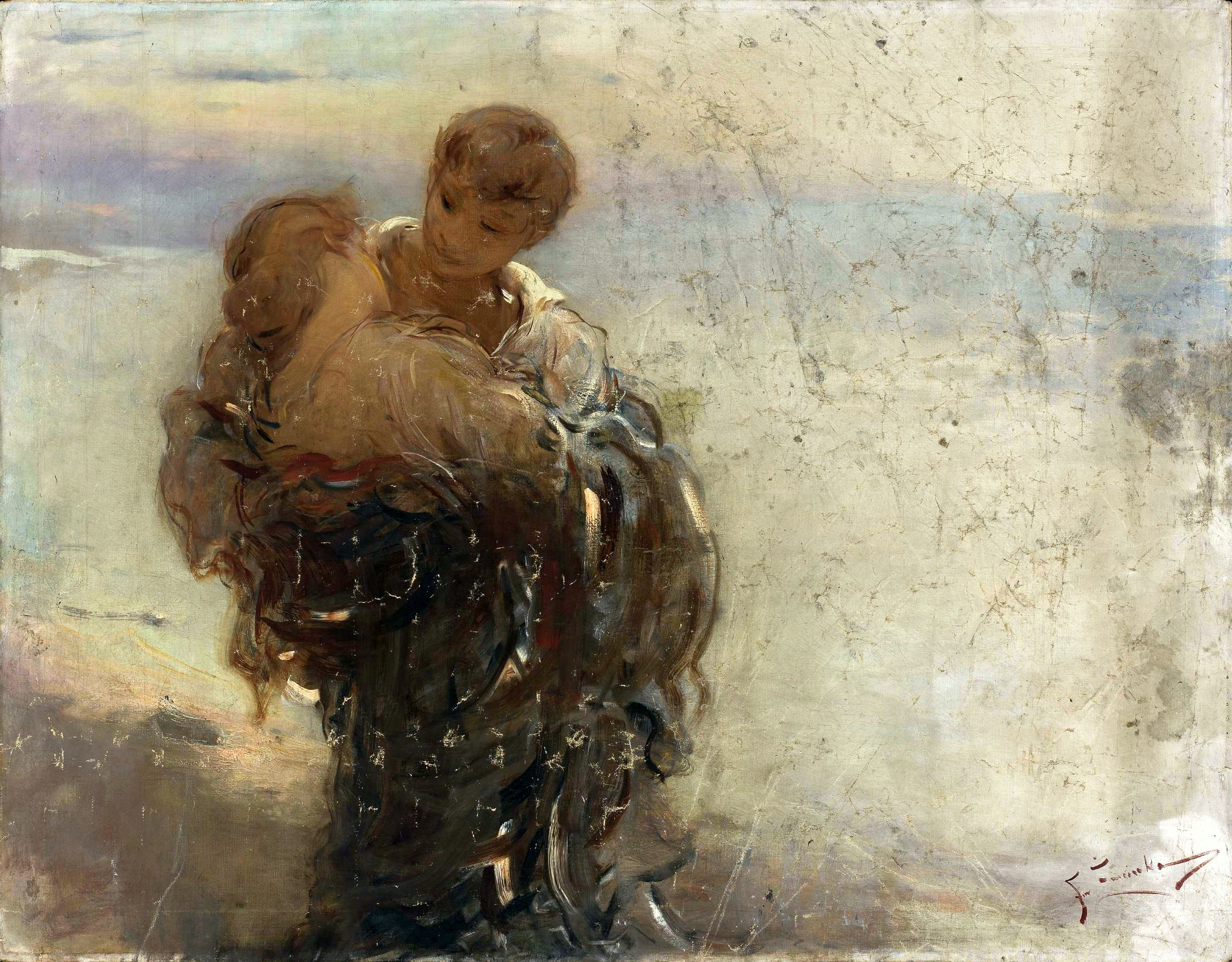
Franciszek Żmurko, obraz olejny W upojeniu, Muzeum Narodowe w Warszawie

Miłość romantyczna – rodzaj miłości, będący mieszaniną pożądania emocjonalnego i seksualnego, w przeciwieństwie do miłości platonicznej. Podstawową zasadą romantyzmu było uważanie za wartość samo doświadczenie miłości, niezależnie czy powoduje ono szczęście, czy smutek.

## Filozofia miłości romantycznej
Filozofia miłości romantycznej wyrasta wprost z buntu nowego pokolenia przeciwko myśli oświeceniowej oraz czerpie z nurtu sentymentalizmu. Opiera się na teorii Platona i stworzonym przez niego obrazie miłości, w którym to Bóg stworzył dwie połączone dusze i wysyła je na ziemię, gdzie próbują się odnaleźć, a siła ich przyciągania jest ogromna, silniejsza nawet od śmierci. Platoński ideał okazał się jednak zbyt „cudowny” dla człowieka, pozostał niedoścignionym. I ten fakt właśnie powodował cierpienie, bo, pomimo że dwie kosmiczne połówki się odnalazły, to w żaden sposób nie mogły się połączyć.

## Literatura
- Temat miłości w romantyzmie nie zawsze musi łączyć się z wątkiem romansowym – co jest jedną z najbardziej oryginalnych i charakterystycznych cech stylu. Podejmowany bywa jako tęsknota do miłości idealnej i doskonałej, której przedmiotem jest postać wymarzona lub utracona.
- Wielkim wzorem romantyków w ujęciu tematu miłosnego były Cierpienia młodego Wertera. Bohaterowie romantyczni celowo podsycali własne cierpienie poprzez wybieranie kobiet już zaręczonych lub zamężnych. Świadomie zamieniali swoje uczucia w pasję – w namiętne, wszechogarniające, absolutne uczucie. Platoniczność romansu stawała się torturą[1].
- W pierwszej części Dziadów, Mickiewicz przedstawia miłość jako tęsknotę do nieznanych kochanków, którzy tylko przeczuwają swoje wzajemne istnienie. Młodzieniec i Dziewica są nawzajem dla siebie „odbiciami”, szukają miłości, tęsknią do siebie, czując, że dopiero we wzajemnej miłości „odbije się” na ziemi Boski wzór.
- Złowrogim obrazem takiej miłości dla osoby nierealnej jest miłość hrabiego Henryka do Dziewicy, widma i tworu piekieł w Nie-Boskiej Komedii Krasińskiego.
- W Kordianie Słowacki pokazuje konflikt między marzeniem bohatera o miłości idealnej a nieodwzajemnioną miłością do Laury i kupioną miłością Violetty.
- W IV cz. Dziadów miłość ujęta została jako uczucie, które nie jest faktem z życia ludzi, staje się natomiast ogromną, samoistną siłą kierującą ludźmi, mogącą ich doprowadzić do klęski lub do pełni szczęścia.
- Miłość utracona jest tematem poematu W Szwajcarii Słowackiego i jest rzeczą zupełnie nieważną, co stało się przyczyną rozstania kochanków.
- W sposób dyskretny i dramatyczny zarazem utracona miłość stanowi jeden z ważniejszych tematów Sonetów krymskich Mickiewicza – ale temat ten znajduje wyraz w przemilczeniach i sugestywnych aluzjach. To właśnie jest dla stylu charakterystyczne.
- Tym różni się od pisarstwa sentymentalnego, które przywiązywało wielką wagę właśnie do romansowej fabuły i śledziło dokładnie przebieg psychologicznych i losowych zawikłań. Natomiast romantycy upodobali sobie raczej formę niedokładnej i celowo niejasnej relacji o zakończonym tragicznie romansie.

## Losy miłości romantycznej
- W Ślubach panieńskich Fredry miłość jest niewątpliwie głównym tematem, jednak tutaj nie jest celem życia ani źródłem samobójstw. Kojarzona jest raczej ze szlachetnością, bezpieczeństwem i domowym ogniskiem. Jest ostoją, gwarantem wolności w kraju pod zaborami.
- W Polsce już drugie pokolenie romantyków mit miłosny wartościuje ujemnie, często ujmując go jako niegodną konkurencję postawy patriotycznej. Interesuje się raczej psychologią miłości i jej społecznymi skutkami.
- Bohater Poganki Żmichowskiej wpada w sidła miłości i zostaje w zamku pogańskiej Aspazji, zapominając o rodzinie, ojczyźnie i całym świecie. Uczucie zatem jest tu przedstawione jako swego rodzaju opętanie o niezwykłej, ale destrukcyjnej mocy[2].

## Czym jest miłość?
- Romantyzm uważa za wartość samo doświadczenie miłości niezależnie od jej powodzenia. Czyni z niej podstawowy argument w polemice z racjonalistyczną filozofią życia[3].
- Miłość jest nie tylko przeżyciem emocjonalnym i psychologicznym, ani celem dla siebie. Dzięki niej dla wszystkich ludzi staje się możliwe uczestniczenie w owej wyższej rzeczywistości, którą czują tylko wybrani, geniusze i święci.